# Marilhéa Peillard
Marilhéa Peillard, de son vrai nom Léa Peillard, née le 16 novembre 1994 à Dienville en France, est un mannequin français.

## Biographie

### Jeunesse
Alors qu'elle étudie l'histoire de l'art à Dijon, Marilhéa Peillard se présente au concours Elite Model Look en 2012. Elle change alors son prénom, afin de se démarquer des autres filles se prénommant également Léa. Après avoir été la gagnante française parmi plusieurs centaines de candidates, elle remporte également la finale internationale,. Elle signe alors un contrat d'une valeur de 150 000 € et d'une durée de trois ans au sein de l'agence Elite Model Management, et vit désormais à New York.

### Carrière
Après sa victoire, elle pose pour le magazine Elle chinois. En 2013, elle prête ensuite son image à un court métrage réalisé par Bojana Tatarska pour la maison de maroquinerie de luxe Moynat, et défile pour les grands magasins australiens David Jones, Myer, et Witchery (en), ainsi que pour Mary-Kate et Ashley Olsen. En 2014, elle pose pour le magazine C-Heads. En 2016, elle pose avec le footballeur Neymar pour la marque de jeans Replay. Elle fait également la couverture du magazine Biba.
En 2017, elle fait ses débuts au cinéma avec un petit rôle dans le film Valérian et la Cité des mille planètes de Luc Besson. En décembre, son agence annonce qu'elle est le visage de la nouvelle campagne de publicité de la marque Eres.
Elle pose régulièrement pour la marque de lingerie  Etam mais aussi pour Laura Mercier.

## Filmographie
- 2017 : Valérian et la Cité des mille planètes de Luc Besson : Tsûuri